# Metalloleptura gemina
Metalloleptura gemina là một loài bọ cánh cứng trong họ Cerambycidae.